# Pleterski stil
Pleterski stil je prije svega način klesanja fasada i kamene rezbarije u španjolskoj arhitekturi. 
Ime mu potječe od riječi plateria, što na španjolskom jeziku znači srebrenina, kojoj su te bogato ukrašene fasade slične. Ovaj popularni oblik ukrašavanja plohe, čiji je prvorazredni primjer zapadno pročelje katadrele u Salamanki, upotrebljavao se nakon gotike i u španjolskoj renesansnoj arhitekturi, a često se eklektički može pronaći i na historicističkim i modernim zgradama.